# Mant Khas
Mant Khas é uma vila no distrito de Kangra, no estado indiano de Himachal Pradesh.

## Demografia
Segundo o censo de 2001, Mant Khas tinha uma população de 5240 habitantes. Os indivíduos do sexo masculino constituem 51% da população e os do sexo feminino 49%. Mant Khas tem uma taxa de literacia de 86%, superior à média nacional de 59,5%: a literacia no sexo masculino é de 88% e no sexo feminino é de 84%. Em Mant Khas, 7% da população está abaixo dos 6 anos de idade.